# Off the Rails
«Сошедшая с рельс» (англ. Off the Rails) — восемнадцатая серия первого сезона американского телесериала «90210: Новое поколение», премьера которого состоялась 7 апреля 2009 года (вторник). Режиссёр — Джейсон Пристли по сценарию Стива Ханны, на основе персонажей, созданных Дарреном Старом. Автор идеи — Роб Томас, создатель успешного сериала «Вероника Марс».

## Сюжет
Райан пытается успокоить Сильвер, но девушка сбегает и не приходит домой. Диксон рассказывает Гарри и Дебби о том, что произошло между ним и Сильвер и о том, что девушка пропала. Сильвер же решает поехать в Канзас, чтобы лучше узнать своего возлюбленного, однако эта поездка может закончиться трагически, когда Силвьер решает, что жизнь без Диксона бессмысленна. Келли приходится вновь встретиться со своей матерью Джеки чтобы помочь сестре. Когда ребята отправляются на поиски Сильвер, Навид и Адрианна предлагают свою помощь в качестве нянек для Сэмми.

## В ролях

### Основной состав
- Шеней Граймс — Энни Уилсон
- Тристан Уайлдз — Диксон Уилсон
- Анна-Линн Маккорд — Наоми Кларк
- Дастин Миллиган — Итан Уорд
- Майкл Стэгер — Навид Ширази
- Джессика Строуп — Эйрин Сильвер
- Джессика Лаундс — Адрианна Тэйт-Дункан
- Райан Эгголд — Райан Мэттьюз
- Роб Эстес — Гарри Уилсон
- Лори Локлин — Дебби Уилсон

### Приглашённые звёзды
- Дженни Гарт — Келли Тейлор
- Энн Джилеспи — Джеки Тейлор
- Райли Томас Стюарт — Сэмми МакКей
- Гидеон Эмери — Кевин
- Аарон Джеймс Кэш — Дирк
- Мэгги Генри — Медсестра
- Стивен Хэнесен — Кассир
- Мэй Вонг — Официантка
- Брендон Белл — Полицейский

## Факты
- И Сильвер, и Дэвид страдают от этого редкого биохимического расстройства. Дэвид унаследовал болезнь от матери, и хотя у них разные мамы, оба страдают от одной и той же болезни — странно, ведь родственники Мела не болеют биполярным расстройством. Хотя единственный способ — унаследовать болезнь через гены от Мела.

## Музыка эпизода
Список композиций, звучавших в эпизоде:
- «Ulysses» в исполнении Franz Ferdinand (сцена: Все узнают о Сильвер).
- «We Will Not Grow Old» в исполнении Lenka (сцена: Навид и Адрианна сидят с Сэмми).
- «Gymnopedie No. 1» в исполнении Erik Satie (сцена: Итан, Энни и Наоми встречаются в медиа-центре в школе).
- «Careless Whisper» в исполнении George Michael (сцена: Келли приезжает к Джеки).
- «Sometime Around Midnight» в исполнении the Airborne Toxic Event (сцена: Сильвер на вокзале объясняет свою теорию незнакомцу).
- «The Show» в исполнении Lenka (сцена: Адрианна и Навид пытаются успокоить Сэмми).
- «Heavy» в исполнении Oh No (сцена: Сильвер пытается догнать поезд).
- «Cinder And Smoke» в исполнении Iron & Wine (сцена: Наоми предлагает подвезти Энни; Адрианна читает Сэмми).
- «What We Started» в исполнении Alex Lloyd (сцена: Гарри и Дебби решают остаться в Лос-Анджелесе; разговор Диксона и Энни).

## Критика
Критик с сайта «Buzzsugar.Com» отметил, что сериал становится лучше с каждым эпизодом. Поскольку многие сюжетные линии последних эпизодов получили своё окончание, автор надеется, что у многих героев появятся интересные сюжетные линии, в частности, в «жизни Энни появится что-то большее, чем проблемы с парнями». Критик оценил глубину персонажа Тристана Уайлдза, отметив, что «он идеален в роли Диксона, чьи переживания легко понять». Среди плюсов эпизода были отмечены режиссёрские способности Джейсона Пристли, чей взгляд на сюжет выделяет серию из всех остальных; операторская работа и игра Джессики Строуп, чей персонаж переживает эмоциональный срыв.
Улучшения в сценарии отметили и критики с сайта «Sidereel.Com», сказав, что «наконец начинаешь сопереживать персонажам, которые теперь выглядят более настоящими».